# Cornélis Vander Veken
Cornélis Vander Veken, né à Malines en 1666 et mort à Liège en 1740, est un sculpteur du XVIIe siècle qui exerça principalement dans la Principauté de Liège. Avec Jean Del Cour, Arnold de Hontoire, Jacques Vivroux, Guillaume Évrard et François-Joseph Dewandre, il est considéré comme un des sculpteurs baroques les plus importantes de la Principauté de Liège.

## Biographie

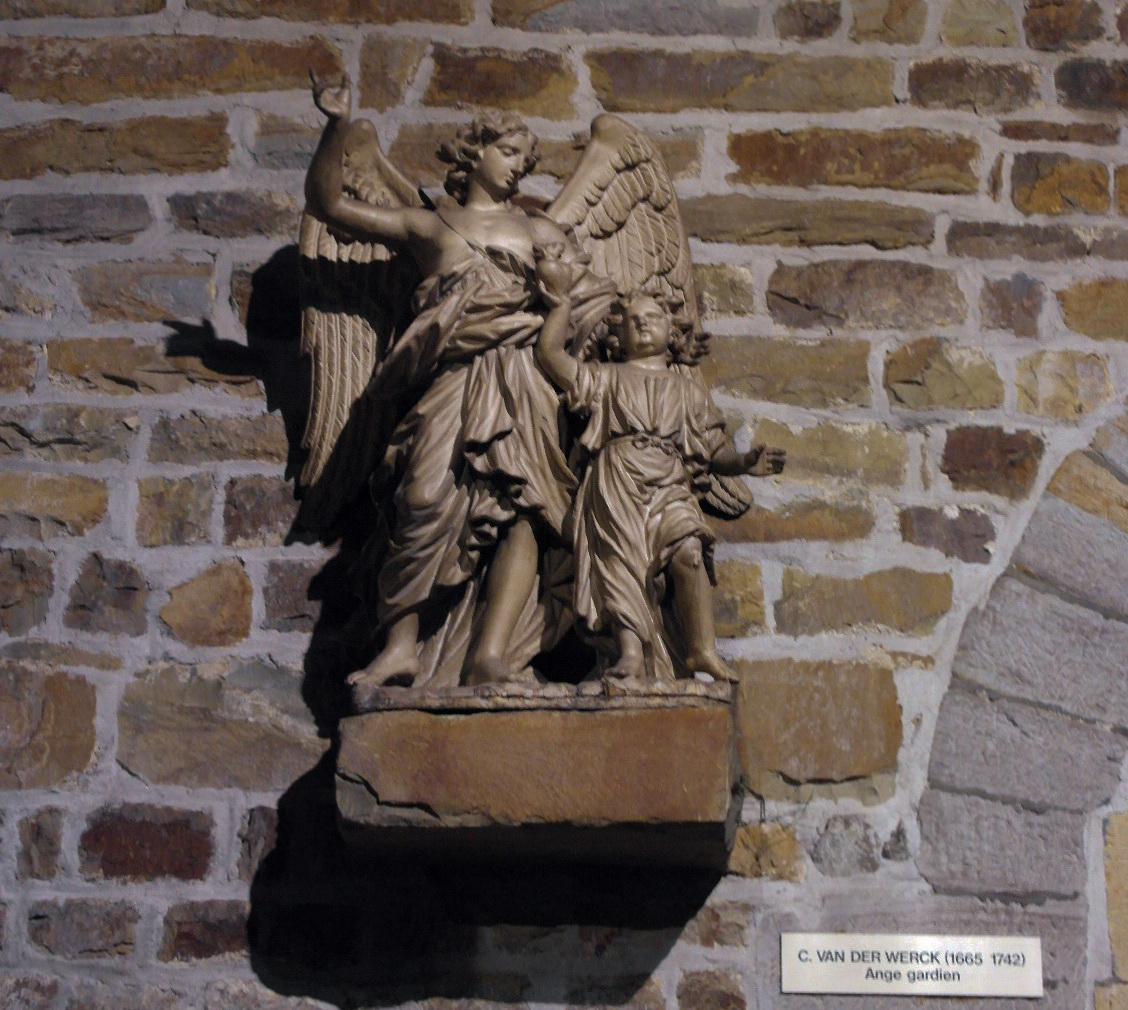
L'Ange gardien dans la collégiale Saint-Denis de Liège

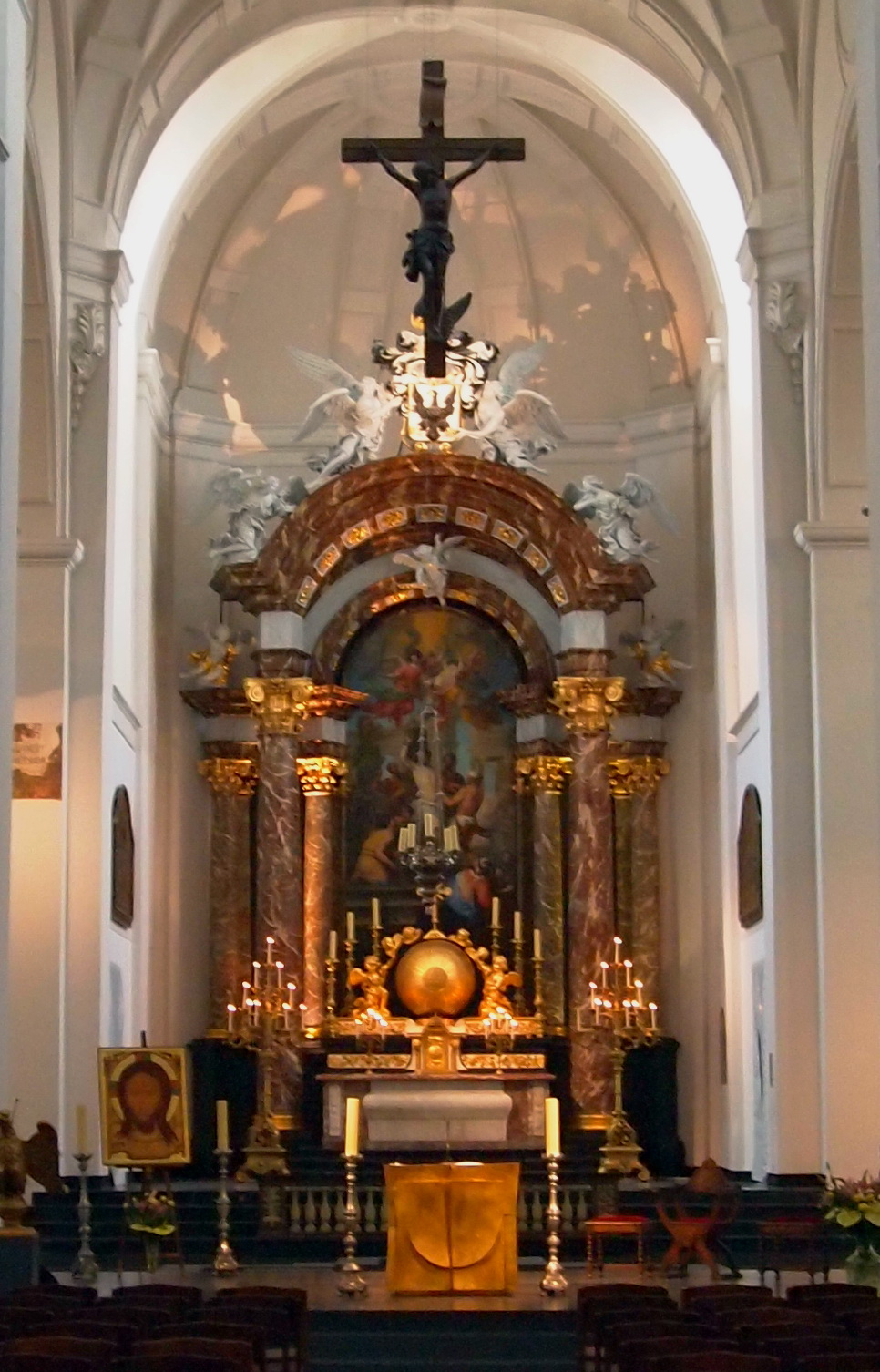
Maître-autel de la collégiale Saint-Barthélemy de Liège

De son vivant Cornélis Vander Veken ne fut pas connu. Il venait de Malines, où il est né en 1666et fut sans doute le fils du sculpteur malinois Nicolaas van der Veken (nl), ou de son frère Lambert. Cornélis fut formé  par le sculpteur liégeois Arnold de Hontoire. Avec de Hontoire et Robert Verbure, il travailla sur certains reliefs de la cathédrale Saint-Lambert de Liège. Il réalisa son chef-d'œuvre au sein du métier des charpentiers il a fait le 28 juillet 1704. Quatre ans plus tard, il épousa Catherine Moreaux. Vander Veken était un ami du peintre Englebert Fisen.
Au cours de sa carrière, il reçut de nombreuses commandes de chapitres, couvents et paroisses de Liège, Huy, Dinant et d'autres endroits. Vander Veken est surtout connu pour ses anges, anges gardiens avec des enfants et saint Joseph avec l'Enfant Jésus. Une commande importante fut le maître-autel de la collégiale Saint-Barthélemy de Liège. Il conçut également, mais dans une moindre mesure, des monuments séculaires, de la décoration intérieure et du mobilier.

## Œuvres

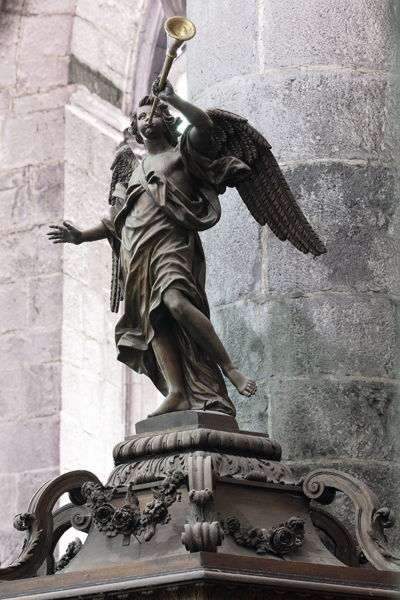
Chaire sculptée (1726), Dinant.

- Sculptures de Saint Joseph à l'Enfant et de L'ange gardien avec l'Enfant, l'église de l'abbaye de la Paix Notre-Dame, Liège.
- Crucifix (1690) et sculptures Saint Roch et Ange gardien, collégiale Saint-Denis, Liège.
- Descente de croix (1691-1700), église Notre-Dame-des-Récollets, Verviers (situé à l'origine à la cathédrale Saint-Lambert de Liège).
- Statues de Saint Thibault de Provins, Saint Fiacre (1691-1700), Vierge à l'Enfant (1701), Saint Joseph (1701), Ange Gardien et l'Enfant avec Sainte-Hélène (1701), collégiale Notre-Dame de Huy, Huy
- Cadre de porte et dessus-de-porte, crucifix et statues de Jean-Baptiste et Geneviève de Paris (1701-1710), collégiale Saint-Jean, Liège.
- Deux sculptures d'anges (1701-1710), basilique Saint-Martin, Liège.
- Sculptures d'un Ange gardien avec l'Enfant, Saint-Joseph, Sainte-Barbe et Antoine de Padoue (1701-1710), église Sainte-Catherine, Liège.
- Sculptures de Saint-Augustin et Saint-Norbert (1701-1710), église Saint-Nicolas, Liège.
- Autel (1705), collégiale Saint-Georges et Sainte-Ode, Amay.
- Maître-autel (1706), collégiale Saint-Barthélemy, Liège.
- Autel avec saint Joseph et l'Enfant (1707) et saint Roch, église de Saint-Jean l'Évangéliste, Beaufays.
- Deux statues d'anges (1708) et maître-autel (1717), église Saint-Servais, Lantin.
- Maître-autel, deux anges d'accompagnement et sculptures de la Vierge à l'enfant et Saint-Apollinaire (1724) et des statues de Saint Joseph avec l'Enfant Jésus et ange gardien avec enfant (après 1725), église Saint-Apollinaire, Bolland.
- Chaire sculptée (1726), collégiale Notre-Dame de Dinant, Dinant.
- Sculptures de Saint-Joseph, Jacques le Majeur, saint Antoine le Grand et Jean Népomucène (tous en 1727), église Saint-André, Cerexhe-Heuseux.

## Sources
- (nl) Cet article est partiellement ou en totalité issu de l’article de Wikipédia en néerlandais intitulé « Cornélis Vander Veken » (voir la liste des auteurs).